# Malton Castle
Malton Castle var ett slott i Storbritannien.   Det ligger i grevskapet North Yorkshire och riksdelen England, i den centrala delen av landet, 290 km norr om huvudstaden London. Malton Castle ligger 32 meter över havet.
Terrängen runt Malton Castle är platt åt nordväst, men åt sydost är den kuperad. Runt Malton Castle är det ganska glesbefolkat, med 27 invånare per kvadratkilometer. Närmaste större samhälle är Malton, 0,56 km nordväst om Malton Castle. Trakten runt Malton Castle består till största delen av jordbruksmark.